# Institut de la langue turque
Le Türk Dil Kurumu (TDK) ou Institut de la langue turque est une institution publique turque chargée par l'État de mener des recherches sur la langue turque, d'en produire un dictionnaire ainsi que d'émettre des recommandations.